# Stefano di Grandmont
Stefano di Grandmont, o di Muret o di Thiers (Thiers, 1046 – Limoges, 8 febbraio 1124), è stato un eremita francese, fondatore dell'Ordine religioso di Grandmont; è venerato come santo dalla Chiesa cattolica.

## Biografia
Le notizie che conosciamo di Stefano ci pervengono da alcuni scritti del XII secolo, e sono:
- i Pensieri, raccolti dal suo discepolo Ugo di La Certa († 1157);
- la Regola di Grandmont scritta dal quarto priore, Stefano di Liciac (priore dal 1139 al 1163);
- la Vita Stephani Grandimontensis scritta dallo stesso priore. Nel 1190 il settimo priore, Gerardo Ithier, priore dal 1187 al 1198, arricchì questa Vita con il racconto di numerose leggende miracolistiche.

Secondo il racconto della Vita, Stefano nacque a Thiers, figlio del visconte feudale del luogo; a dodici anni accompagnò il padre in un pellegrinaggio alla tomba di san Nicola a Bari, ma lì giunto, Stefano si ammalò, e il padre fu costretto ad affidarlo alle cure dell'arcivescovo di Benevento, Milone. Per dodici anni soggiornò presso l'arcivescovo, avendo la possibilità di conoscere la vita di un gruppo di eremiti calabresi. Colpito dal loro esempio, decise di imitarli e fece approvare il suo progetto dal papa Alessandro II e trascorsi altri quattro anni, poi, ritornò al paese natio.
Però questa prima parte della Vita è insicura e contraddittoria nelle date, perché le reliquie di san Nicola furono trasportate a Bari nel 1087, mentre Milone fu arcivescovo di Benevento dal 1074 al 1076, inoltre il racconto dice che Stefano divenne eremita a Muret nel 1076 all'età di 30 anni.
Nella seconda parte, più attendibile, si racconta che Stefano scelse un luogo selvaggio vicino a Limoges chiamato "Muret", per vivervi in solitudine; nel contempo, con una particolare cerimonia, scrisse un documento in cui dichiarava di "rinunciare al demonio" e di consacrarsi alla Santissima Trinità e mettendo al dito un anello, unico bene rimastogli del suo patrimonio.
Si racconta che le sue penitenze e austerità furono molto rigorose: dormiva in una cassa infossata nella terra come in una tomba, portava sulla nuda pelle una corazza di ferro, coperto giorno e notte da vestiti di sacco, si nutriva abitualmente solo di pane e di acqua. Trascorreva le sue giornate recitando salmi e l'Ufficio della SS. Trinità, inginocchiato e prostrato a terra, al punto che il naso prese una posizione obliqua; inoltre si dedicava ai colloqui con i numerosi visitatori che venivano a trovarlo.
Intorno a lui si radunarono molti discepoli, attratti dall'austerità della sua vita, fondando così, nel 1073, con l'approvazione di papa Gregorio VII, al romitaggio di Muret nell'Alvernia una "Congregazione di eremiti".
Verso il termine della sua vita, secondo i racconti prima citati, ricevette la visita di due cardinali, legati pontifici a Limoges e che divennero poi il papa Innocenzo II e l'antipapa Anacleto II.
Morì a circa 80 anni dopo aver ricevuto i Sacramenti; in lui si trova l'ispirazione dell'eremitismo gregoriano, fatto di preghiera, rifiuto di ogni ricchezza e di lavoro manuale, in contrasto con la norma dei monasteri benedettini tradizionali.

## L'Ordine di Grandmont
Dopo la sua morte il romitaggio venne trasferito a Grandmont, dove nacque l'ordine monastico omonimo. I suoi discepoli si spostarono nella solitudine, nel deserto:  reliquie della loro guida e padre fondatore.
Sorse l'Ordine di Grandmont, costituito ed organizzato dal quarto priore Stefano di Liciac verso il 1150-60. Fu un ordine assai austero, con un modello di vita eremitica integrale, nel quale i fratelli non potevano possedere niente, né chiese, né greggi; inoltre, per lasciare ai chierici la più ampia libertà possibile, la Regola attribuiva ai conversi un'autorità esclusiva in campo amministrativo. Questo originò gravi difficoltà nel 1185 - 1188 con una rivolta dei conversi.
L'Ordine di Grandmont ebbe nella seconda metà del secolo XII una grande diffusione, grazie anche all'appoggio della dinastia reale dei Plantageneti, con i sovrani inglesi Enrico II e Riccardo Cuor di Leone.
Nel 1317 papa Giovanni XXII ridusse le case dell'Ordine da 149 a 39, soprattutto per una serie di violente liti fra monaci e fratelli laici che scandalizzarono il mondo cristiano e per il rilassamento nel rispetto della severissima regola; nel XVI secolo l'abbazia fu data in commendam e dopo il fallimento di una riforma, l'Ordine venne soppresso tra il 1770 e il 1787.

## Culto
Stefano di Muret fu ufficialmente proclamato santo da papa Clemente III nel 1189 e la sua festa fu fissata all'8 febbraio.